# Marija Režan
Marija Režan (nascida Vrsaliko: 8 de agosto de 1989) é uma basquetebolista profissional croata.

## Carreira
Marija Režan integrou a Seleção Croata de Basquetebol Feminino, em Londres 2012, que terminou na décima colocação.